# Mickaël Buffaz
Mickaël Buffaz (Ginebra, Suïssa, 21 de maig de 1979) és un ciclista francès, professional des del 2003 al 2012.
En el seu palmarès destaca la victòria a la París-Corrèze de 2010.

## Palmarès
- 2002
  - 1r a la París-Troyes
  - 1r al Tour de Gironda
  - 1r a la Ronde mayennaise
- 2003
  - 1r a la Mig agost bretona
- 2008
  -  Campió de França de mig fons
- 2009
  - Vencedor d'una etapa al Tour de l'Ain
- 2010
  - 1r a la París-Corrèze i vencedor d'una etapa

### Resultats al Giro d'Itàlia
- 2007. 126è de la classificació general
- 2008. 121è de la classificació general
- 2010. Abandona (16a etapa)

### Resultats a la Volta a Espanya
- 2009. 89è de la classificació general
- 2010. Abandona (2a etapa)

### Resultats al Tour de França
- 2011. 131è de la classificació general